# سفارة المملكة المتحدة لدى السعودية
سفارة المملكة المتحدة لدى السعودية هي الممثلية الدبلوماسية العليا للمملكة المتحدة لدى المملكة العربية السعودية. تقع السفارة في حي السفارات في الرياض.